# Millstatt am See
Millstatt am See (do 30 czerwca 2012 Millstatt) – uzdrowiskowa gmina targowa w Austrii, w kraju związkowym Karyntia, w powiecie Spittal an der Drau. Liczy 2552 mieszkańców.

## Współpraca
Miejscowości partnerskie:
- Helgoland, Niemcy
- San Daniele del Friuli, Włochy
- Wendlingen am Neckar, Niemcy